# NGC 6230
NGC 6230 est une galaxie elliptique relativement éloignée et située dans la constellation d'Hercule. Sa vitesse par rapport au fond diffus cosmologique est de 9 310 ± 38 km/s, ce qui correspond à une distance de Hubble de 137,3 ± 9,6 Mpc (∼448 millions d'al). NGC 6230 a été découverte par l'astronome américain Lewis Swift en 1886.
La base de données NASA/IPAC indique à la requête NGC 6230 qu'il s'agit d'une paire de galaxies. Pour obtenir les informations de NGC 6230 (PGC 59106, selon toutes les autres sources consultées), il faut aller sur l'entrée NGC 6230 NED02. Les coordonnées indiquées pour NGC 6230 NED01 correspondent à la galaxie PGC 214543 qui est à l'ouest de NGC 6230. La distance de Hubble de cette dernière est de 142 ± 10 Mpc (∼463 millions d'al). Selon les valeurs des distances de ces deux galaxies, il est possible qu'elles forment une paire réelle ou encore que ce soit une paire purement optique.